# Алгоритм сортувальної станції
Алгоритм сортувальної станції — метод синтаксичного розбору математичних виразів наданих в інфіксній нотації. Його можна використовувати для отримання інверсного польського запису (ПОЛІЗ) або абстрактного синтаксичного дерева. Алгоритм було винайдено Дейкстрою і названо алгоритм «сортувальної станції», бо ця операція нагадує дію залізничної сортувальної станції.
Як обчислювач ПОЛІЗ, алгоритм сортувальної станції — це стековий алгоритм. Інфіксні форму виразів використовує більшість людей, наприклад 3+4 або 3+4*(2−1). Для перетворення використовуються дві текстові змінні (рядки), вхідний і вихідний. Також задіюється стек, що містить оператори ще не додані в вихідну чергу. Для перетворення програма посимвольно читає початкові дані й виконує дії виходячи з прочитаного символу.

## Просте перетворення
Початкові дані: 3+4

Зображення алгоритму, що використовує тригілкове залізничний вузол. Початкові дані опрацьовуються по одному символу за раз, якщо отримана змінна або номер вона копіюється прямо на вихід b), d), f), h). Якщо ж це оператор, він заштовхується в стек операторів c), e), однак, якщо старшинство менше ніж у оператора на верхівці стека або вони мають однакове старшинство й оператор лівоасоціативний, тоді той оператор виштовхується зі стека й записується на вихід g). Насамкінець оператор, що залишились у стеці, виштовхуються і додаються до виходу.

1. Додаємо 3 до черги на виході (щоразу як читається число, воно записується на вихід)
2. Заштовхується + (або його ID) у стек операторів
3. Додаємо 4 до черги на виході
4. По прочитанню виразу виштовхуємо оператор зі стеку та додаємо його до вихідної черги.
5. Наразі він лиш один, «+».
6. Вихід 3 4 +

Тут ми вже побачили пару правил:
- Всі числа додаються до виходу одразу по прочитанню.
- Наприкінці всього виразу, виштовхуємо всі оператори зі стеку й додаємо їх до черги на виході.

## Подробиці алгоритму
- Допоки на вході ще є позначки:

- Прочитати позначку.
- Якщо це число, додати до черги на виході.
- Якщо це позначка функції, тоді заштовхнути його у стек.
- Якщо позначка — це відокремлювач аргументів функції (наприклад, кома):

- Доки позначка на верхівці стеку це не ліва дужка, виштовхувати зі стеку оператори до черги на виході. Якщо ліва дужка так і не зустрілась, тоді або відокремлювач не на своєму місці, або пропущені дужки.

- Якщо позначка — це оператор, o1, тоді:

- доки на верхівці стеку оператор, o2, і

або o1 ліво-асоціативний і його першість менша ніж чи дорівнює першості o2,
або o1 право-асоціативний і першість менша ніж у o2,
виштовхнути o2 зі стеку до черги на виході;
- заштовхнути o1 на стек.

- Якщо позначка це ліва дужка, заштовхнути на стек.
- Якщо права дужка:

- Допоки не зустрінеться ліва дужка, виштовхувати оператори зі стека до черги на виході.
- Виштовхнути ліву дужку зі стеку, але не до черги на виході.
- Якщо позначка на верхівці стеку — це позначка функції, виштовхнути її до черги на виході.
- Якщо стек завершився, а ліва дужка не зустрілась, тоді вона була пропущена.

- Коли вже немає позначок на вході:

- Доки ще є оператори в стеці:

- Якщо оператор на верхівці стеку — це дужка, значить була пропущена дужка.
- Виштовхнути оператори до черги на виході.

- Вихід.

Для розбору складності цього алгоритму за часом виконання, можна спостерегти, що кожна позначка буде прочитана один раз, кожне число, функція чи оператор буде надрукована один раз і кожна функція, оператор або дужка буде заштовхнута на стек і виштовхнута звідти один раз — отже, не більше сталої кількості операцій буде виконано з кожною позначкою, звідси час виконання O(n) — лінійний щодо розміру вхідних даних.
Алгоритм сортувальної станції також можна застосовувати для отримання префіксного запису (також відомого як польська нотація). Для цього необхідно почати з даного рядка в зворотному напрямку, і тоді розвернути чергу на виході(внаслідок чого перетворивши чергу на виході на стек на виході).

## Приклад реалізації на C++
```
//алгоритм сортувальної станції

string
 
shuntingYard
(
const
 
string
&
 
input
)

{

	
Stack
<
char
>
 
stack
;

	
string
 
output
(
""
);

	
unsigned
 
length
 
=
 
input
.
length
();

	
for
 
(
unsigned
 
i
 
=
 
0
;
 
i
 
<
 
length
;
 
++
i
)

	
{

		
//перевірка чи вхідний символ є частиною числа(врахування унарного  '-')

		
if
 
(
isNumber
(
input
[
i
])
 
||
 
(
input
[
i
]
 
==
 
'-'
 
&&
 
i
 
==
 
0
)
 
||
 
(
i
 
>
 
0
 
&&
 
input
[
i
-1
]
 
==
 
'('
 
&&
 
input
[
i
]
 
==
 
'-'
))

		
{

			
//перевірка це останній символ числа,щоб поставити після нього пробіл

			
if
(
i
 
+
 
1
 
==
 
length
 
||
 
isOperator
(
input
[
i
+
1
])
 
||
 
input
[
i
+
1
]
 
==
 
'('
 
||
 
input
[
i
+
1
]
 
==
 
')'
)

			
{

				
output
 
=
 
output
 
+
 
input
[
i
]
 
+
 
' '
;

			
}

			
else

			
{

				
output
 
=
 
output
 
+
 
input
[
i
];

			
}

		
}

		
else
 
if
 
(
input
[
i
]
 
==
 
'('
)

		
{

			
stack
.
push
(
'('
);

		
}

		
else
 
if
 
(
input
[
i
]
 
==
 
')'
)

		
{

			
while
 
(
stack
.
top
()
 
!=
 
'('
)

			
{

				
output
 
=
 
output
 
+
 
stack
.
pop
()
+
 
' '
;

			
}

			
stack
.
pop
();

		
}

		
else
 
if
 
(
isOperator
(
input
[
i
]))

		
{

			
while
 
(
!
stack
.
isEmpty
()
 
&&
 
(
opPreced
(
stack
.
top
())
 
>=
 
opPreced
(
input
[
i
])))

			
{

				
output
 
=
 
output
 
+
 
stack
.
pop
()
 
+
 
' '
;

			
}

			
stack
.
push
(
input
[
i
]);

		
}

		
else

		
{

			
//помилка вхідних даних

			
throw
 
"Помилка вхідних даних"
;

		
}

	
}

	
//виводимо символи що залишились у стеку

	
unsigned
 
stackSize
 
=
 
stack
.
size
();

	
if
 
(
stackSize
 
>
 
0
)

	
{

		
for
 
(
unsigned
 
i
 
=
 
0
;
 
i
 
<
 
stackSize
 
-
 
1
;
 
++
i
)

		
{

			
output
 
=
 
output
 
+
 
stack
.
pop
()
 
+
 
' '
;

		
}

		
output
 
=
 
output
 
+
 
stack
.
pop
();

	
}

	
return
 
output
;

}

// Функція для визначення пріоритету операцій

unsigned
 
opPreced
(
const
 
char
 
ch
)

{

	
switch
(
ch
)

	
{

		
case
 
'^'
:

			
return
 
3
;
 

		
case
 
'*'
:

	        
case
 
'/'
:

			
return
 
2
;
 

	        
case
 
'+'
:

	        
case
 
'-'
:

			
return
 
1
;
		

	
}

	
// для випадку вхідного символу '('

	
return
 
0
;

}

bool
 
isNumber
(
char
 
ch
)
 

{

	
return
 
((
'0'
 
<=
 
ch
)
 
&&
 
(
ch
 
<=
 
'9'
))
 
||
 
(
ch
 
==
 
'.'
);

}

bool
 
isOperator
(
char
 
ch
)

{

	
return
 
(
ch
 
==
 
'+'
 
||
 
ch
 
==
 
'-'
 
||
 
ch
 
==
 
'/'
 
||
 
ch
 
==
 
'*'
 
||
 
ch
 
==
 
'^'
);

}

```